# Nenga meganasalis
Espèce
Nenga meganasalis, unique représentant et type du genre Nenga, est une espèce fossile de baleines à bec (Ziphiidae ou ziphiidés en français) de la sous-famille des Hyperoodontinae. 

## Systématique
L'espèce Nenga meganasalis a été décrite en 2007 par Giovanni Bianucci (d), Olivier Lambert (d) et Klaas Post (d).

## Présentation
Les restes de Nenga meganasalis ont été ramenés lors de chalutage au large de l'Afrique du Sud ainsi que dans les Terres australes et antarctiques françaises, au niveau du banc Skiff, à 365 km au sud-ouest des îles Kerguelen et datent du Miocène.

## Publication originale
- (en) Giovanni Bianucci, Olivier Lambert et Klaas Post, « A high diversity in fossil beaked whales (Mammalia, Odontoceti, Ziphiidae) recovered by trawling from the sea floor off South Africa », Geodiversitas, Paris, Muséum national d'histoire naturelle, vol. 29, no 4,‎ décembre 2007, p. 561-618 (ISSN 1280-9659 et 1638-9395, OCLC 260004075, BNF 34547454, lire en ligne).